# Secrets of a Secretary
Pour plus de détails, voir Fiche technique et Distribution.
Secrets of a Secretary est un film américain en noir et blanc réalisé par George Abbott, sorti en 1931.

## Synopsis
À la mort de son père, Helen Blake, une jeune femme de la bonne société, découvre qu'elle est sans le sou : son père a perdu toute la fortune familiale lors du krach boursier de 1929, ce qui laisse la jeune fille complètement impécunieuse. 
Juste avant la mort de son père, par une nuit folle, Hélène avait épousé sur un coup de tête Frank D'Agnoll. Il l'abandonne lorsqu'il découvre qu'elle est désargentée, ce qui aggrave encore la situation de la femme. Pour survivre, elle obtient un emploi de secrétaire chez Ogden Hunt Merritt, un ami de son père.

## Fiche technique
- Titre : Secrets of a Secretary
- Réalisation : George Abbott
- Scénario : Charles Brackett, Dwight Taylor
- Musique : Vernon Duke, Johnny Green
- Photographie : George J. Folsey
- Montage : Helene Turner
- Société de production : Paramount Pictures[1]
- Pays de production :  États-Unis
- Langue originale : anglais américain
- Format : noir et blanc — 35 mm — 1,20:1 — son : mono (Western Electric Noiseless Recording)
- Durée : 71 minutes
- Métrage : 2 059 mètres (7 bobines)
- Genre : drame
- Durée : 71 minutes (1 h 11)
- Dates de sortie: 
  - États-Unis : 5 septembre 1931
  - France : 23 novembre 1931

## Distribution
- Claudette Colbert : Helen Blake
- Herbert Marshall : Lord Danforth
- Georges Metaxa : Frank D'Agnoll
- Betty Lawford : Sylvia Merritt
- Mary Boland : Mme Merritt
- Burton Churchill : M. Merritt
- Averell Harris : Don Marlow
- Betty Garde : Dorothy White
- Hugh O'Connell : Charlie Rickenbacker
- Charles C. Wilsonv: un capitaine de police (non crédité)